# Katheder

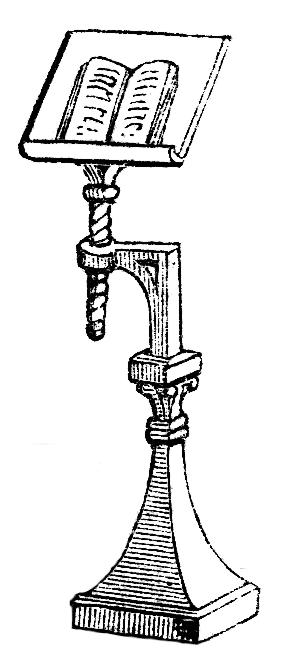
middeleeuwse lessenaar

Een katheder of spreekgestoelte is een hoge lessenaar waar een spreker papieren op kan leggen. Achter een katheder worden onder andere betogen en voordrachten gehouden. Wat een muziekstandaard voor een muzikant is, is een katheder voor een spreker. 

## Etymologie
Het woord katheder is afgeleid van het Latijnse woord cathedra, dat zetel betekent. Dit is een transcriptie van het Oudgriekse καθέδρα (kathedra) met dezelfde betekenis. Een afleiding hiervan is dan de kathedraal of bisschopskerk (een kerk met een bisschopsstoel).